# الدوري السويدي الدرجة الأولى 1998
الدوري السويدي الدرجة الأولى 1998 (بالسويدية: Division 1 i fotboll 1998)‏ هو موسم من الدوري السويدي الدرجة الأولى. فاز فيه نادي يورغوردينس.